# سیخرس
سیخرس دهستانی در استان آبیلای اسپانیا است.
در این دهستان ۷۳ نفر زندگی می‌کنند. مساحت این دهستان ۱۳٫۷۷ کیلومتر مربع است.